# Ernst Baier
Ernst Baier (Zittau, 27 settembre 1905 – Garmisch-Partenkirchen, 8 luglio 2001) è stato un pattinatore artistico su ghiaccio tedesco.
Baier ha partecipato alle competizioni di pattinaggio sia nella gara individuale che in quella riservata alle coppie pattinando insieme a Maxi Herber.

## Palmarès

### Individuale
| Evento                    | 1929 | 1930 | 1931 | 1932 | 1933 | 1934 | 1935 | 1936 | 1937 | 1938 |
| ------------------------- | ---- | ---- | ---- | ---- | ---- | ---- | ---- | ---- | ---- | ---- |
| Giochi olimpici invernali |      |      |      | 5°   |      |      |      | 2°   |      |      |
| Campionati mondiali       |      |      | 3°   | 3°   | 2°   | 2°   |      |      |      |      |
| Campionati europei        | 7°   | 5°   | 2°   | 2°   | 2°   |      | 3°   | 3°   |      |      |
| Campionati tedeschi       | 2°   |      |      |      | 1°   | 1°   | 1°   | 1°   | 1°   | 1°   |

### Coppia con Herber
| Evento                    | 1934 | 1935 | 1936 | 1937 | 1938 | 1939 | 1940 | 1941 |
| ------------------------- | ---- | ---- | ---- | ---- | ---- | ---- | ---- | ---- |
| Giochi olimpici invernali |      |      | 1°   |      |      |      |      |      |
| Campionati mondiali       | 3°   |      | 1°   | 1°   | 1°   | 1°   |      |      |
| Campionati europei        |      | 1°   | 1°   | 1°   | 1°   | 1°   |      |      |
| Campionati tedeschi       | 1°   | 1°   | 1°   |      | 1°   | 1°   | 1°   | 1°   |